# 紅巨星分支

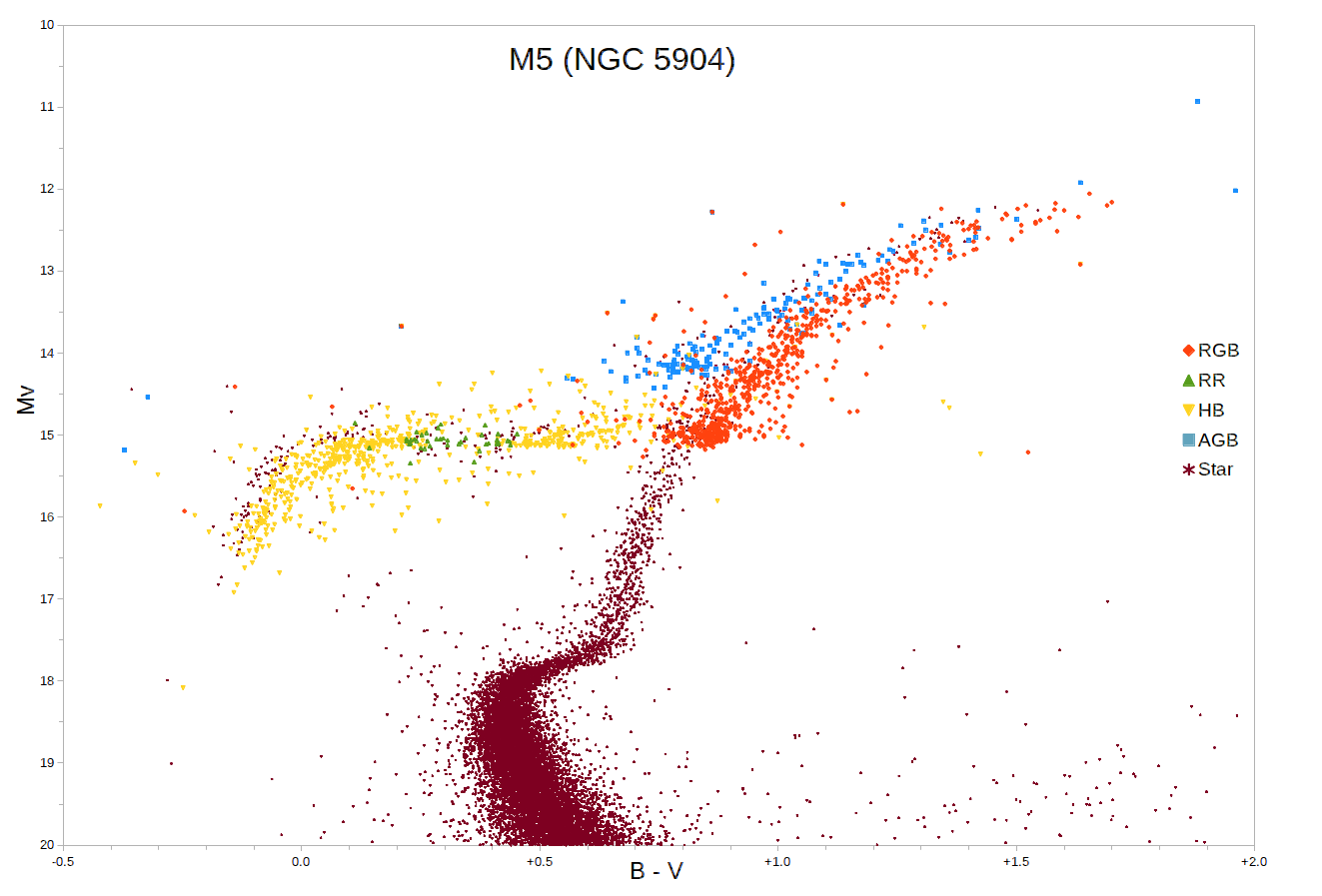
球狀星團M5的赫羅圖。紅巨星分支從薄薄的水平次巨星分支一直延伸到右上角，一些更亮的紅巨星分支星被標記為紅色。

紅巨星分支（RGB，red-giant branch），有時被稱為第一巨星分支，它是恆星演化過程在氦核點火之前的巨星分支的一部分。對於中低質量恆星，這是跟隨在主序之後的階段。紅巨星分支星有一個惰性的氦核心，周圍是以碳氮氧循環融合氫的殼層。它們都是K或M類型的恆星，比溫度相同的主序星大得多，也明亮得多。

## 發現

在球狀星團中，像是NGC 288，最亮的恆星都是紅巨星。

在20世紀初期使用赫羅圖之後，很明確的顯示低溫恆星有兩種大小非常不同的類型：現在稱為主序星的矮星和巨星。
紅巨星一詞從20世紀40年代和50年代開始使用，然而最初只是用在赫羅圖的一般術語。 雖然在1940年代人們已經了解主序星壽命的熱核基礎，以及隨後熱力收縮階段的白矮星，但尚不清楚各種類型巨星內部的細節。
在1968年，漸近巨星分支（AGB）被用在比大量的紅巨星更明亮和更不穩定，通常振幅也較大，例如蒭藁變星，這樣的一個分支。早在幾年前就已經對這個分岐的巨星分支進行了觀測，但不清楚不同序列之間的關係。到了1970年，已經很清楚紅巨星區域包括次巨星、紅巨星分支本身、水平分支和漸近巨星分支等組成，對恆星在這些區域的演化狀態也有廣泛的理解。在1976年，有別於第二個分支或漸近巨星分支，紅巨星分支是第一個被描述的巨星分支，並且這個術語至今仍被頻繁的使用著 。
現代恆星物理學模擬了中等質量恆星在主序星之後，在不同階段過程的內容，增加了複雜度和精確性。對紅巨星分支的研究結果也被用作研究其它領域的基礎。

## 演化

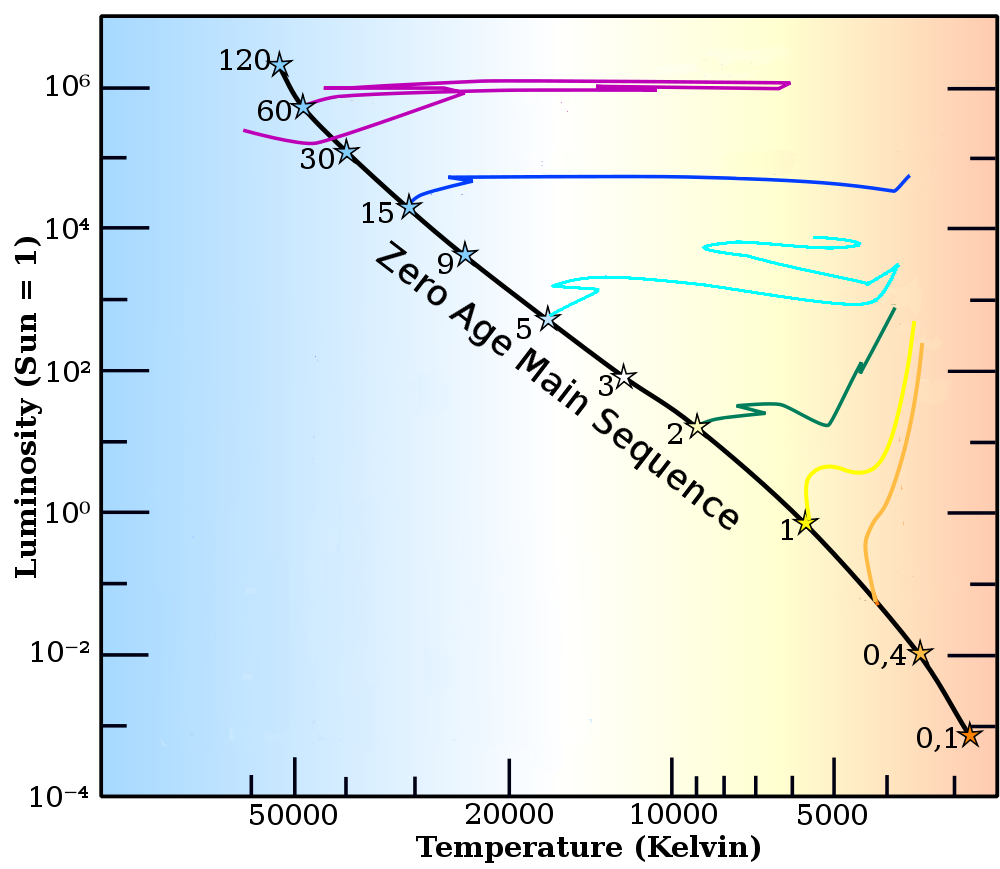
不同質量恆星的演化軌跡：
•的軌跡：顯示紅巨星分支（RGB）和停止於氦閃。
•的軌跡：顯示一個短但是持久的次巨星分支和紅巨星分支到氦閃。
•的軌跡：顯示次巨星分支和紅巨星分支，在漸近巨星分支（AGB）上有幾乎檢測不到的藍迴圈。
•的軌跡：顯示一個長但很短暫的次巨星分支、短的紅巨星分支和一個擴展的藍迴圈。

若一顆恆星的質量介於0.4 M☉（太陽質量）至12 M☉（低金屬量的恆星是8 M☉），在耗盡核心的氫時，它就進入氫殼燃燒的階段。在此期間，它成為一顆比在主序帶時更大但表面溫度更低的紅巨星。在氫殼燃燒的過程中，恆星的內部經歷了幾個不同的階段，這些階段會反映在表面上。演化階段主要取決於恆星的質量，但也會受到金屬量的影響。  

### 次巨星階段
在主序星在耗盡核心的氫之後，它將從圍繞著氦核周圍的厚厚外殼中，開始進行氫融合。氦核的質量低於錢卓-荀伯極限和處於熱平衡，並且恆星是顆次巨星。在殼層的氫融合產生的任何額外能量都會消耗在包層膨脹和恆星冷卻中，但不會增加亮度。
在大約太陽質量的恆星中，殼層的氫融合會繼續進行，直到氦核的質量夠大，使氦核成為簡併態物質。然後核心收縮、加熱，並發展出更高的溫度梯度。氫殼通過對溫度更敏感的碳氮氧循環將氫融合成氦，大大的提高能量產生的
效率，而恆星被認為位於紅巨星分支的底端。對於質量與太陽相同的恆星來說，從氫在核心枯竭的時間開始，這大約需要20億年的時間。
質量超過大約2 M☉的恆星，演化得較快，在核心還沒有成為簡併態物質時，就到達錢卓-荀伯極限。在氫殼層能量的協助下，核心仍然能靠著熱能支撐自身的重量，但已不再處於熱平衡的狀態。因此核心會收縮和加熱，導致氫殼越來越薄，而恆星的外層膨脹。這樣的組合使得恆星表面的溫度降低朝向紅巨星分支低端移動時，亮度也隨之降低。在核心成為簡併態物質前，外部的氫包層變得不透明，從而導致恆星停止冷卻，增快了殼層中氫融合的效率，於是恆星進入紅巨星分支。在這些恆星中，次巨星階段只有數百萬年的時間，造成在赫羅圖中的B型主序星和紅巨星分支（RGB）之間有明顯的空隙；在年輕的疏散星團，像是蜂巢星團中可以看見。這是赫氏空隙，實際上是為數不多的次巨星迅速朝向紅巨星演化；在年老、恆星密集的星團可以看見明顯的對比，像是球狀星團半人馬座ω就有著低質量恆星短而密集的次巨星分支。

### 上升紅巨星分支

在紅巨星分支上，像太陽一樣的恆星有一個簡併態物質的核心，在核心開始氦閃之前，會先上升至分支的頂端。

質量比太陽大，沒有簡併態物質核心的恆星，當它們的核心在沒有氦閃之前就點燃氦融合的情況下，就會在未抵達頂端前離開紅巨星分支。

紅巨星分支底端的恆星都有類似的表面溫度，大約是5,000K，相當於恆星光譜類型K的早期到中期。它們的亮度範圍從質量最輕的只有太陽亮度的數倍，到大約8 M☉亮度高達太陽的數千倍。
隨著氫殼繼續產生更多的氦，紅巨星分支的核心質量和溫度都會增加。這將導致氫殼更快的融合，恆星變得更明亮、更大、但表面溫度會降低。這被描述為上升紅巨星分支。
在上升紅巨星分支的過程中，許多內部產生的變化會影響到外部觀測到的性質。隨著恆星的膨脹和殼層產生的能量的，對流胞的深度會越來越深。最終，它達到足夠深的地方，產生核心對流（稱為第一次上翻），將過去核融合的產物，帶到表面。這改變了表面的氦、碳、氮和氧的豐度，可以在紅巨星分支上找到一個明顯的恆星群聚點，稱為紅巨星分支瘤。它是由深度對流造成氫豐度的不連續性造成的。殼層產生的能量在這種不連續性的情況下暫時下降，有效的阻礙了紅巨星分支的上升，因而在這一點上造成較多的恆星。

### 紅巨星支尖
對於擁有簡併氦核的恆星，其核心達到足夠的溫度時會開始融合，因此它們的大小和光度的增加是有所限制的，這就是所謂的紅巨星支尖。所有到達這一點的恆星幾乎都有一個0.5 M☉的核心，以及非常相似的恆星光度和溫度。這種光度的恆星已被用作距離指標的標準燭光。在可見光上，金屬量與太陽相當時，紅巨星支尖發生在絕對星等-3，表面溫度3,000K；金屬量非常低的表面溫度則約為4,000K。模型預測的亮度，取決於金屬量，是2,000–2,500 L☉。 在近代的研究中，紅外星等更為常用。

### 離開紅巨星分支
簡併的核心在氦閃的爆炸事件中開始核融合，但從外部幾乎沒有直接的跡象。能量被消耗在解除核心的簡併狀態，恆星整體的亮度降低但變得更熱，並遷移到水平分支上。所有簡併的氦核都有相似的質量，在不考慮恆星的總質量下，因此在水平分支上的氦融合亮度是相同的。氫殼融合可以導致恆星的總光度變化，但對金屬量接近太陽的大多數恆星而言，水平分支低溫端的溫度和光度都非常相似。這些恆星大約在5,000K和50 L☉處形成紅群聚。質量較低的氫包層會使恆星在水平分支上處在更熱但較黯淡的位置上，這種效應在低金屬量時更容易發生，因此老年的貧金屬星團會顯示出最明顯的水平分支。
初始質量比2 M☉更大的恆星，在紅巨星分支上沒有簡併態的氦核。這些恆心在抵達紅巨星分支頂端和核心成為簡併態之前，就已經開始3氦過程的核融合。然後，它們離開紅巨星分支，在執行一次藍迴圈之後，就返回進入漸近巨星分支。恆星的質量只比2 M☉稍多一點，再重返漸近巨星分支之前，幾乎沒有明顯的藍迴圈，因此很難將它們的位置與紅巨星分支區分開來。質量越大的恆星，執行藍迴圈的路徑越為明顯，在亮度達到數千L☉時，溫度可以高達10,000K或更高。這些恆星可以跨越不穩定帶數次，成為脈動式的經典造父變星 。

### 性質
下表顯示主序帶（MS）、次巨星分支（SB）和紅巨星分支（RGB）上的典型壽命。對於不同初始質量的恆星，這些恆星的金屬量都與太陽一樣（Z=0.02）。也顯示了每顆恆星在RGB開始和結束時的氦核心質量、表面有效溫度、半徑和光度。紅巨星分支的結束（末端）被定義為氦核心點火時。
| 質量 （M☉） | 主序星 (MS) (GYrs) | 鉤子 (Hook) (MYrs) | 次巨星分支 (SGB) (MYrs) | 紅巨星分支 (RGB) (MYrs) | 紅巨星分支(RGB)開始 | 紅巨星分支(RGB)開始 | 紅巨星分支(RGB)開始 | 紅巨星分支(RGB)開始 | 紅巨星分支(RGB)結束 | 紅巨星分支(RGB)結束 | 紅巨星分支(RGB)結束 | 紅巨星分支(RGB)結束 |
| 質量 （M☉） | 主序星 (MS) (GYrs) | 鉤子 (Hook) (MYrs) | 次巨星分支 (SGB) (MYrs) | 紅巨星分支 (RGB) (MYrs) | 核心質量（M☉）      | 溫度eff （K）       | 半徑（R☉）          | 光度（L☉）          | 核心質量（M☉）      | 溫度eff （K）       | 半徑（R☉）          | 光度（L☉）          |
| ----------- | ------------------ | ------------------ | ----------------------- | ----------------------- | ------------------- | ------------------- | ------------------- | ------------------- | ------------------- | ------------------- | ------------------- | ------------------- |
| 0.6         | 58.8               | N/A                | 5,100                   | 2,500                   | 0.10                | 4,634               | 1.2                 | 0.6                 | 0.48                | 2,925               | 207                 | 2,809               |
| 1.0         | 9.3                | N/A                | 2,600                   | 760                     | 0.13                | 5,034               | 2.0                 | 2.2                 | 0.48                | 3,140               | 179                 | 2,802               |
| 2.0         | 1.2                | 10                 | 22                      | 25                      | 0.25                | 5,220               | 5.4                 | 19.6                | 0.34                | 4,417               | 23.5                | 188                 |
| 5.0         | 0.1                | 0.4                | 15                      | 0.3                     | 0.83                | 4,737               | 43.8                | 866.0               | 0.84                | 4,034               | 115                 | 3,118               |

中等質量的恆星在主序帶和次巨星分支時，只失去一小部分的質量，但在紅巨星時失去大量的質量。
當恆星到達水平分支時，類太陽恆星所損失的質量會影響其溫度和光度，因此紅群聚恆星的特性可以用來確定氦閃前後的質量差異。紅巨星失去的質量也決定了隨後的白矮星質量和性質。估計在到達紅巨星分支尖端的總質量損失大約在0.2–0.25 M☉。大部分的質量是在氦閃前的最後數百萬年中流失的 。
質量更大的恆星，在氦閃之前就離開紅巨星分支的質量損失，就更難以直接測量質量。目前的造父變星質量，像是造父一（仙王座δ），因為是雙星或脈動變星，因此可以準確地測量。與演化模型比較，這些恆星似乎已經損失了大約20%的質量，其中大部分是在藍迴圈階段，特別是在不穩定帶的脈動過程中。

## 變異性
一些紅巨星是大振幅的變星。最早知道的變星有許多是有規則的變光週期和大幅度光度變化的米拉變星，半規則變星具有不太明顯的週期或多個週期與較小的振幅，慢不規則變星則沒有明顯的週期。這些長期以來一直被認為是漸近巨星分支（AGB）的恆星或巨星，紅巨星分支（RGB）的恆星，本身一般不會被認為是變星。一些明顯的例外被認為是低亮度的漸近巨星分支星。
20世紀後期的研究開始表明，M型的所有巨星都有百分之一星等的振幅變化，晚期的K型巨星也有可能是變星，但振幅較小。這樣的變星之間，是靠近紅巨星分支尖端，更明亮的紅巨星，但很難辨識它們實際上是否是漸近巨星分支星。這些恆星表現出周期性的振幅關係，且較大振幅變動的脈動較慢。
在21世紀的重力微透鏡觀測提供了數以千計的恆星，在可能的歲月裡極其精確的光度測量。這使得許多新變星得以發現，而這些變星的振幅往往都很小。多個周光關係被發現，並被歸類為具有緊密間隔平行關係的"脊"區域。其中一些對應於已知的米拉變星和半規則變星，並定義了一個額外的變星類別：OGLE，小振幅紅巨星或OSARG（OGLE小振幅紅巨星）。OSARGs 是振幅只有千分之幾個星等，週期在10-100天的半規則變星。OGLE測量公布了每個OSARG可以有多達三個以上的週期，表明有著複雜的脈動組合。很快地就在麥哲倫雲檢測到數以千計，包括紅巨星分支和漸近巨星分支恆星的OSARGs。之後，也出版了列出在銀河中心隆起的核球，包含192,643 OSARGs的目錄。然而，在麥哲倫雲的OSARGs大約有四分之一呈現很長的次要週期，但銀河的OSARG很少有這樣的。
紅巨星分支的OSARGs遵循三個緊密間隔的周光關係，對應於某些恆星質量和亮度徑向脈動的第一、第二和第三泛音模型，但是偶極子和四極子非徑向脈動也存在半規則性質的變化。沒有出現簡正模，並且也不知道激發的基本原理。類似於類太陽振盪的隨機對流被認為是一個原因。
在漸近巨星分支星中另外發現了兩種類型的變星：與其他變異有關，週期長達數百天或數千天的次生長週期，但可以顯示更大的振幅；和"橢球"的變星。次長週期的成因還不清楚，但有人提出原因可能是與近軌道上的低質量伴星交互作用造成的。橢球的變化也被認為是在聯星系統中產生的，在這種情況下，密接聯星中扭曲的恆星能在軌道上引起嚴格的週期性變化。

## 書目
- Vassiliadis, E.; Wood, P. R. . Astrophysical Journal. 1993, 413: 641. Bibcode:1993ApJ...413..641V. doi:10.1086/173033.
- Girardi, L.; Bressan, A.; Bertelli, G.; Chiosi, C. . Astronomy and Astrophysics Supplement Series. 2000, 141 (3): 371. Bibcode:2000A&AS..141..371G. arXiv:astro-ph/9910164 . doi:10.1051/aas:2000126.

## 外部連結
- Post-main sequence evolution through helium burning
- Long period variables – period luminosity relations and classification in the Gaia Mission （页面存档备份，存于）